# Список депутатов Парламента Грузии созыва 2016—2020 годов
Ниже приведен список имен депутатов, которые избраны в Парламент Грузии 8 октября и 30 октября 2016 года VI созыва, полномочия депутатов начались 18 ноября 2016 года.

## Список
| ФИО                                 | Партия                                    | № округа | Дата начала полномочий | Примечание |
| ----------------------------------- | ----------------------------------------- | -------- | ---------------------- | ---------- |
| Абесадзе, Ираклий (род. 1982)       | Единое национальное движение              |          | 18 ноября 2016         |            |
| Абусеридзе, Ираклий (род. 1977)     | Грузинская мечта — Демократическая Грузия | 8        | 18 ноября 2016         |            |
| Арвеладзе, Реваз (род. 1941)        | Грузинская мечта — Демократическая Грузия |          | 18 ноября 2016         |            |
| Бакрадзе, Давид (род. 1972)         | Единое национальное движение              |          | 18 ноября 2016         |            |
| Бегадзе, Георгий (род. 1972)        | Грузинская мечта — Демократическая Грузия | 30       | 18 ноября 2016         |            |
| Бежанидзе, Леван (род. 1957)        | Грузинская мечта — Демократическая Грузия | 69       | 18 ноября 2016         |            |
| Бенашвили, Георгий (род. 1964)      | Грузинская мечта — Демократическая Грузия |          | 18 ноября 2016         |            |
| Берая, Ираклий (род. 1978)          | Грузинская мечта — Демократическая Грузия | 63       | 18 ноября 2016         |            |
| Берая, Ираклий (род. 1978)          | Грузинская мечта — Демократическая Грузия | 64       | 18 ноября 2016         |            |
| Беселия, Эка (род. 1971)            | Грузинская мечта — Демократическая Грузия |          | 18 ноября 2016         |            |
| Бобохидзе, Акакий (род. 1964)       | Единое национальное движение              |          | 18 ноября 2016         |            |
| Бокерия, Георгий (род. 1972)        | Единое национальное движение              |          | 18 ноября 2016         |            |
| Бокучава, Тинатин (род. 1983)       | Единое национальное движение              |          | 18 ноября 2016         |            |
| Болквадзе, Анзор (род. 1960)        | Грузинская мечта — Демократическая Грузия | 73       | 18 ноября 2016         |            |
| Букия, Гига (род. 1967)             | Грузинская мечта — Демократическая Грузия |          | 18 ноября 2016         |            |
| Вахтангадзе, Мухран (род. 1973)     | Грузинская мечта — Демократическая Грузия | 70       | 18 ноября 2016         |            |
| Вольский, Гия (род. 1957)           | Грузинская мечта — Демократическая Грузия | 14       | 18 ноября 2016         |            |
| Габуния, Заза (род. 1984)           | Грузинская мечта — Демократическая Грузия | 19       | 18 ноября 2016         |            |
| Гажиев, Руслан (род. 1978)          | Грузинская мечта — Демократическая Грузия | 35       | 18 ноября 2016         |            |
| Гачечиладзе, Георгий (род. 1954)    | Грузинская мечта — Демократическая Грузия |          | 18 ноября 2016         |            |
| Гвинашвили, Георгий (род. 1969)     | Единое национальное движение              |          | 18 ноября 2016         |            |
| Гегидзе, Бидзина (род. 1958)        | Грузинская мечта — Демократическая Грузия | 2        | 18 ноября 2016         |            |
| Гочичиашвили, Леван (род. 1981)     | Грузинская мечта — Демократическая Грузия | 6        | 18 ноября 2016         |            |
| Гогоришвили, Хатуна (род. 1964)     | Единое национальное движение              |          | 18 ноября 2016         |            |
| Гогуадзе, Нино (род. 1980)          | Грузинская мечта — Демократическая Грузия | 5        | 18 ноября 2016         |            |
| Гоциридзе, Роман (род. 1955)        | Единое национальное движение              |          | 18 ноября 2016         |            |
| Гоциридзе, Элгуджа (род. 1958)      | Грузинская мечта — Демократическая Грузия | 50       | 18 ноября 2016         |            |
| Гулордава, Гога (род. 1978)         | Грузинская мечта — Демократическая Грузия | 67       | 18 ноября 2016         |            |
| Гунава, Тенгиз (род. 1976)          | Единое национальное движение              |          | 18 ноября 2016         |            |
| Дамения, Лаша (род. 1974)           | Единое национальное движение              |          | 18 ноября 2016         |            |
| Данелия, Отари (род. 1979)          | Грузинская мечта — Демократическая Грузия | 62       | 18 ноября 2016         |            |
| Дарзиев, Махир (род. 1957)          | Грузинская мечта — Демократическая Грузия |          | 18 ноября 2016         |            |
| Дасени, Иско (род. 1958)            | Грузинская мечта — Демократическая Грузия |          | 18 ноября 2016         |            |
| Джаши, Мариам (род. 1976)           | Грузинская мечта — Демократическая Грузия | 12       | 18 ноября 2016         |            |
| Дзидзигури, Звиад (род. 1964)       | Грузинская мечта — Демократическая Грузия |          | 18 ноября 2016         |            |
| Енукидзе, Гоча (род. 1962)          | Грузинская мечта — Демократическая Грузия | 58       | 18 ноября 2016         |            |
| Ерквания, Александр (род. 1975)     | Грузинская мечта — Демократическая Грузия |          | 18 ноября 2016         |            |
| Жапаридзе, Виктор (род. 1966)       | Грузинская мечта — Демократическая Грузия |          | 18 ноября 2016         |            |
| Жоржолиани, Гия (род. 1954)         | Грузинская мечта — Демократическая Грузия |          | 18 ноября 2016         |            |
| Зурабиани, Цотне (род. 1984)        | Грузинская мечта — Демократическая Грузия | 57       | 18 ноября 2016         |            |
| Зурабишвили, Саломе (род. 1952)     | инициативная группа                       | 1        | 18 ноября 2016         |            |
| Инашвили, Ирма (род. 1970)          | Альянс патриотов Грузии                   |          | 18 ноября 2016         |            |
| Ионатамишвили, Рати (род. 1979)     | Грузинская мечта — Демократическая Грузия |          | 18 ноября 2016         |            |
| Кавелашвили, Михаил (род. 1971)     | Грузинская мечта — Демократическая Грузия | 18       | 18 ноября 2016         |            |
| Какулия, Роман (род. 1961)          | Грузинская мечта — Демократическая Грузия |          | 18 ноября 2016         |            |
| Канделаки, Георгий (род. 1982)      | Единое национальное движение              |          | 18 ноября 2016         |            |
| Кантария, Александр (род. 1959)     | Грузинская мечта — Демократическая Грузия |          | 18 ноября 2016         |            |
| Капанадзе, Серги (род. 1981)        | Единое национальное движение              |          | 18 ноября 2016         |            |
| Кахиани, Георгий (род. 1973)        | Грузинская мечта — Демократическая Грузия |          | 18 ноября 2016         |            |
| Кахидзе, Отар (род. 1983)           | Единое национальное движение              |          | 18 ноября 2016         |            |
| Кацарава, Софио (род. 1976)         | Грузинская мечта — Демократическая Грузия |          | 18 ноября 2016         |            |
| Кварая, Мераб (род. 1972)           | Грузинская мечта — Демократическая Грузия | 65       | 18 ноября 2016         |            |
| Квачантирадзе, Звиад (род. 1965)    | Грузинская мечта — Демократическая Грузия |          | 18 ноября 2016         |            |
| Квижинадзе, Паата (род. 1964)       | Грузинская мечта — Демократическая Грузия | 53       | 18 ноября 2016         |            |
| Квициани, Эмзар (род. 1961)         | Альянс патриотов Грузии                   |          | 18 ноября 2016         |            |
| Кебурия, Лела (род. 1976)           | Единое национальное движение              |          | 18 ноября 2016         |            |
| Кеделашвили, Заза (род. 1983)       | Единое национальное движение              |          | 18 ноября 2016         |            |
| Кикнавелидзе, Шалва (род. 1987)     | Грузинская мечта — Демократическая Грузия | 52       | 18 ноября 2016         |            |
| Киладзе, Сопио (род. 1984)          | Грузинская мечта — Демократическая Грузия | 17       | 18 ноября 2016         |            |
| Кобаладзе, Коба (род. 1969)         | Грузинская мечта — Демократическая Грузия | 20       | 18 ноября 2016         |            |
| Кобахидзе, Ираклий (род. 1978)      | Грузинская мечта — Демократическая Грузия |          | 18 ноября 2016         |            |
| Коберидзе, Леван (род. 1972)        | Грузинская мечта — Демократическая Грузия | 22       | 18 ноября 2016         |            |
| Кобиашвили, Леван (род. 1977)       | Грузинская мечта — Демократическая Грузия | 21       | 18 ноября 2016         |            |
| Ковзанадзе, Ираклий (род. 1962)     | Грузинская мечта — Демократическая Грузия |          | 18 ноября 2016         |            |
| Копадзе, Георгий (род. 1960)        | Грузинская мечта — Демократическая Грузия | 44       | 18 ноября 2016         |            |
| Копалиани, Карло (род. 1959)        | Грузинская мечта — Демократическая Грузия |          | 18 ноября 2016         |            |
| Кохреидзе, Теймураз (род. 1963)     | Грузинская мечта — Демократическая Грузия |          | 18 ноября 2016         |            |
| Кудба, Светлана (род. 1952)         | Грузинская мечта — Демократическая Грузия |          | 18 ноября 2016         |            |
| Куцнашвили, Закария (род. 1972)     | Грузинская мечта — Демократическая Грузия | 38       | 18 ноября 2016         |            |
| Кутчава, Кахабер (род. 1979)        | Грузинская мечта — Демократическая Грузия |          | 18 ноября 2016         |            |
| Ломия, Георгий (род. 1975)          | Альянс патриотов Грузии                   |          | 18 ноября 2016         |            |
| Лурсманашвили, Коба (род. 1970)     | Грузинская мечта — Демократическая Грузия | 51       | 18 ноября 2016         |            |
| Маградзе, Гугули (род. 1945)        | Грузинская мечта — Демократическая Грузия |          | 18 ноября 2016         |            |
| Макрахидзе, Иосиф (род. 1946)       | Грузинская мечта — Демократическая Грузия | 41       | 18 ноября 2016         |            |
| Манукян, Самвел (род. 1976)         | Грузинская мечта — Демократическая Грузия |          | 18 ноября 2016         |            |
| Маргвелашвили, Геннадий (род. 1968) | Грузинская мечта — Демократическая Грузия | 47       | 18 ноября 2016         |            |
| Маршания, Ада Лориковна (род. 1961) | Альянс патриотов Грузии                   |          | 18 ноября 2016         |            |
| Матикашвили, Давид (род. 1978)      | Грузинская мечта — Демократическая Грузия |          | 18 ноября 2016         |            |
| Матчавариани, Энджела (род. 1964)   | Грузинская мечта — Демократическая Грузия |          | 18 ноября 2016         |            |
| Махатадзе, Сулхан (род. 1982)       | Грузинская мечта — Демократическая Грузия | 56       | 18 ноября 2016         |            |
| Мачарашвили, Гурам (род. 1971)      | Грузинская мечта — Демократическая Грузия | 26       | 18 ноября 2016         |            |
| Мдинарадзе, Мамука (род. 1978)      | Грузинская мечта — Демократическая Грузия | 4        | 18 ноября 2016         |            |
| Мезурнишвили, Ираклий (род. 1985)   | Грузинская мечта — Демократическая Грузия | 39       | 18 ноября 2016         |            |
| Мелия, Никанор (род. 1979)          | Единое национальное движение              |          | 18 ноября 2016         |            |
| Мешвелиани, Гоги (род. 1971)        | Грузинская мечта — Демократическая Грузия | 33       | 18 ноября 2016         |            |
| Микадзе, Гела (род. 1971)           | Альянс патриотов Грузии                   |          | 18 ноября 2016         |            |
| Микеладзе, Григол (род. 1954)       | Грузинская мечта — Демократическая Грузия | 55       | 18 ноября 2016         |            |
| Мирзоев, Савалан (род. 1986)        | Грузинская мечта — Демократическая Грузия | 31       | 18 ноября 2016         |            |
| Мкоян, Энзео (род. 1959)            | Грузинская мечта — Демократическая Грузия | 46       | 18 ноября 2016         |            |
| Мосидзе, Георгий (род. 1972)        | Грузинская мечта — Демократическая Грузия | 11       | 18 ноября 2016         |            |
| Мучиашвили, Роман (род. 1974)       | Грузинская мечта — Демократическая Грузия | 23       | 18 ноября 2016         |            |
| Мхеидзе, Дмитрий (род. 1974)        | Грузинская мечта — Демократическая Грузия | 48       | 18 ноября 2016         |            |
| Мхеидзе, Паата (род. 1960)          | Грузинская мечта — Демократическая Грузия | 29       | 18 ноября 2016         |            |
| Навериани, Тамаз (род. 1967)        | Грузинская мечта — Демократическая Грузия | 36       | 18 ноября 2016         |            |
| Надирашвили, Ирма (род. 1970)       | Единое национальное движение              |          | 18 ноября 2016         |            |
| Накаидзе, Коба (род. 1961)          | Грузинская мечта — Демократическая Грузия | 71       | 18 ноября 2016         |            |
| Накашидзе, Илия (род. 1959)         | Грузинская мечта — Демократическая Грузия | 72       | 18 ноября 2016         |            |
| Накопия, Коба (род. 1969)           | Единое национальное движение              |          | 18 ноября 2016         |            |
| Нарчемашвили, Коба (род. 1969)      | Грузинская мечта — Демократическая Грузия | 49       | 18 ноября 2016         |            |
| Нацвилишвили, Бека (род. 1977)      | Грузинская мечта — Демократическая Грузия | 10       | 18 ноября 2016         |            |
| Николаишвили, Рамаз (род. 1965)     | Единое национальное движение              |          | 18 ноября 2016         |            |
| Нозадзе, Симон (род. 1953)          | Промышленность спасёт Грузию              | 43       | 18 ноября 2016         |            |
| Одишария, Бека (род. 1974)          | Грузинская мечта — Демократическая Грузия | 7        | 18 ноября 2016         |            |
| Окриашвили, Кахабер (род. 1966)     | Грузинская мечта — Демократическая Грузия | 34       | 18 ноября 2016         |            |
| Оханашвили, Анри (род. 1985)        | Грузинская мечта — Демократическая Грузия |          | 18 ноября 2016         |            |
| Папуашвили, Заза (род. 1964)        | Грузинская мечта — Демократическая Грузия | 15       | 18 ноября 2016         |            |
| Погосян, Руслан (род. 1982)         | Грузинская мечта — Демократическая Грузия |          | 18 ноября 2016         |            |
| Попхадзе, Гедеван (род. 1975)       | Грузинская мечта — Демократическая Грузия | 45       | 18 ноября 2016         |            |
| Пруидзе, Ирина (род. 1976)          | Грузинская мечта — Демократическая Грузия |          | 18 ноября 2016         |            |
| Ратиани, Серго (род. 1967)          | Единое национальное движение              |          | 18 ноября 2016         |            |
| Самадашвили, Саломе (род. 1976)     | Единое национальное движение              |          | 18 ноября 2016         |            |
| Самхарадзе, Дмитрий (род. 1981)     | Грузинская мечта — Демократическая Грузия |          | 18 ноября 2016         |            |
| Самхараули, Гела (род. 1970)        | Грузинская мечта — Демократическая Грузия | 28       | 18 ноября 2016         |            |
| Сесиашвили, Ираклий (род. 1974)     | Грузинская мечта — Демократическая Грузия | 27       | 18 ноября 2016         |            |
| Сонгулашвили, Давид (род. 1983)     | Грузинская мечта — Демократическая Грузия | 24       | 18 ноября 2016         |            |
| Сулейманови, Азер (род. 1967)       | Единое национальное движение              |          | 18 ноября 2016         |            |
| Талаквадзе, Арчил (род. 1983)       | Грузинская мечта — Демократическая Грузия | 59       | 18 ноября 2016         |            |
| Толорая, Эдишер (род. 1978)         | Грузинская мечта — Демократическая Грузия | 66       | 18 ноября 2016         |            |
| Тотладзе, Георгий (род. 1983)       | Грузинская мечта — Демократическая Грузия | 40       | 18 ноября 2016         |            |
| Трипольский, Ираклий (род. 1951)    | Грузинская мечта — Демократическая Грузия |          | 18 ноября 2016         |            |
| Тугуши, Георгий (род. 1977)         | Единое национальное движение              |          | 18 ноября 2016         |            |
| Хабадзе, Арчил (род. 1981)          | Грузинская мечта — Демократическая Грузия |          | 18 ноября 2016         |            |
| Хабарели, Шота (род. 1958)          | Грузинская мечта — Демократическая Грузия | 13       | 18 ноября 2016         |            |
| Хабелов, Лери (род. 1964)           | Грузинская мечта — Демократическая Грузия |          | 18 ноября 2016         |            |
| Халваши, Пати (род. 1962)           | Грузинская мечта — Демократическая Грузия | 68       | 18 ноября 2016         |            |
| Хатидзе, Георгий (род. 1978)        | Грузинская мечта — Демократическая Грузия |          | 18 ноября 2016         |            |
| Хахубия, Ираклий (род. 1971)        | Грузинская мечта — Демократическая Грузия | 61       | 18 ноября 2016         |            |
| Хоштария, Елена (род. 1979)         | Единое национальное движение              |          | 18 ноября 2016         |            |
| Хубулури, Тенгизи (род. 1955)       | Грузинская мечта — Демократическая Грузия | 42       | 18 ноября 2016         |            |
| Хулодрава, Тамар (род. 1979)        | Грузинская мечта — Демократическая Грузия |          | 18 ноября 2016         |            |
| Хундадзе, Дмитрий (род. 1968)       | Грузинская мечта — Демократическая Грузия | 37       | 18 ноября 2016         |            |
| Хуцишвили, Заза (род. 1965)         | Грузинская мечта — Демократическая Грузия | 3        | 18 ноября 2016         |            |
| Церетели, Георгий (род. 1964)       | Грузинская мечта — Демократическая Грузия |          | 18 ноября 2016         |            |
| Циклаури, Мириан (род. 1960)        | Грузинская мечта — Демократическая Грузия |          | 18 ноября 2016         |            |
| Цилосани, Нино (род. 1982)          | Грузинская мечта — Демократическая Грузия | 60       | 18 ноября 2016         |            |
| Цикитишвили, Дмитрий (род. 1975)    | Грузинская мечта — Демократическая Грузия |          | 18 ноября 2016         |            |
| Цулая, Ивлиан (род. 1982)           | Грузинская мечта — Демократическая Грузия | 16       | 18 ноября 2016         |            |
| Чанкселиани, Годердзи (род. 1969)   | Грузинская мечта — Демократическая Грузия | 32       | 18 ноября 2016         |            |
| Чиковани, Мамука (род. 1976)        | Единое национальное движение              |          | 18 ноября 2016         |            |
| Чичинадзе, Гиви (род. 1959)         | Грузинская мечта — Демократическая Грузия | 54       | 18 ноября 2016         |            |
| Чичинадзе, Давид (род. 1965)        | Грузинская мечта — Демократическая Грузия | 9        | 18 ноября 2016         |            |
| Чкуасели, Теймураз (род. 1944)      | Грузинская мечта — Демократическая Грузия |          | 18 ноября 2016         |            |
| Чрдилели, Отар (род. 1974)          | Грузинская мечта — Демократическая Грузия |          | 18 ноября 2016         |            |
| Чугошвили, Тамари (род. 1984)       | Грузинская мечта — Демократическая Грузия |          | 18 ноября 2016         |            |
| Чхеидзе, Нато (род. 1960)           | Альянс патриотов Грузии                   |          | 18 ноября 2016         |            |
| Шалелашвили, Шота (род. 1959)       | Грузинская мечта — Демократическая Грузия |          | 18 ноября 2016         |            |
| Шиолашвили, Ираклий (род. 1983)     | Грузинская мечта — Демократическая Грузия | 25       | 18 ноября 2016         |            |